# 给你的kiss
《あなたにkiss》是電視動畫《kiss×sis》中角色歌曲的迷你專輯。於2010年5月26日由STARCHILD（King Records）發售。

## 概要
- 收錄電視動畫《kiss×sis》登場角色住之江亞香和住之江理香的角色歌曲，其主唱者為竹達彩奈和巽悠衣子。
- CD的封面是住之江亞香和住之江理香的畫像。

## 收錄曲
1. 四六時中I want you [3:26]
作詞：森由里子、作曲：高橋菜菜、編曲：YUPA
2. ふたりdeふわり [3:52]
作詞：森由里子、作曲・編曲：牧野信博
3. 夏の匂いがしていた [4:14]
作詞・作曲：植木瑞基、編曲：YUPA
4. Happyday,Happytime [3:50]
作詞・作曲・編曲：橋本由香利
5. 虹色Diary [3:56]
作詞・作曲・編曲：高橋菜菜

## 外部連結
- kiss×sis リリース情報 （页面存档备份，存于）